# 룸피니 공원

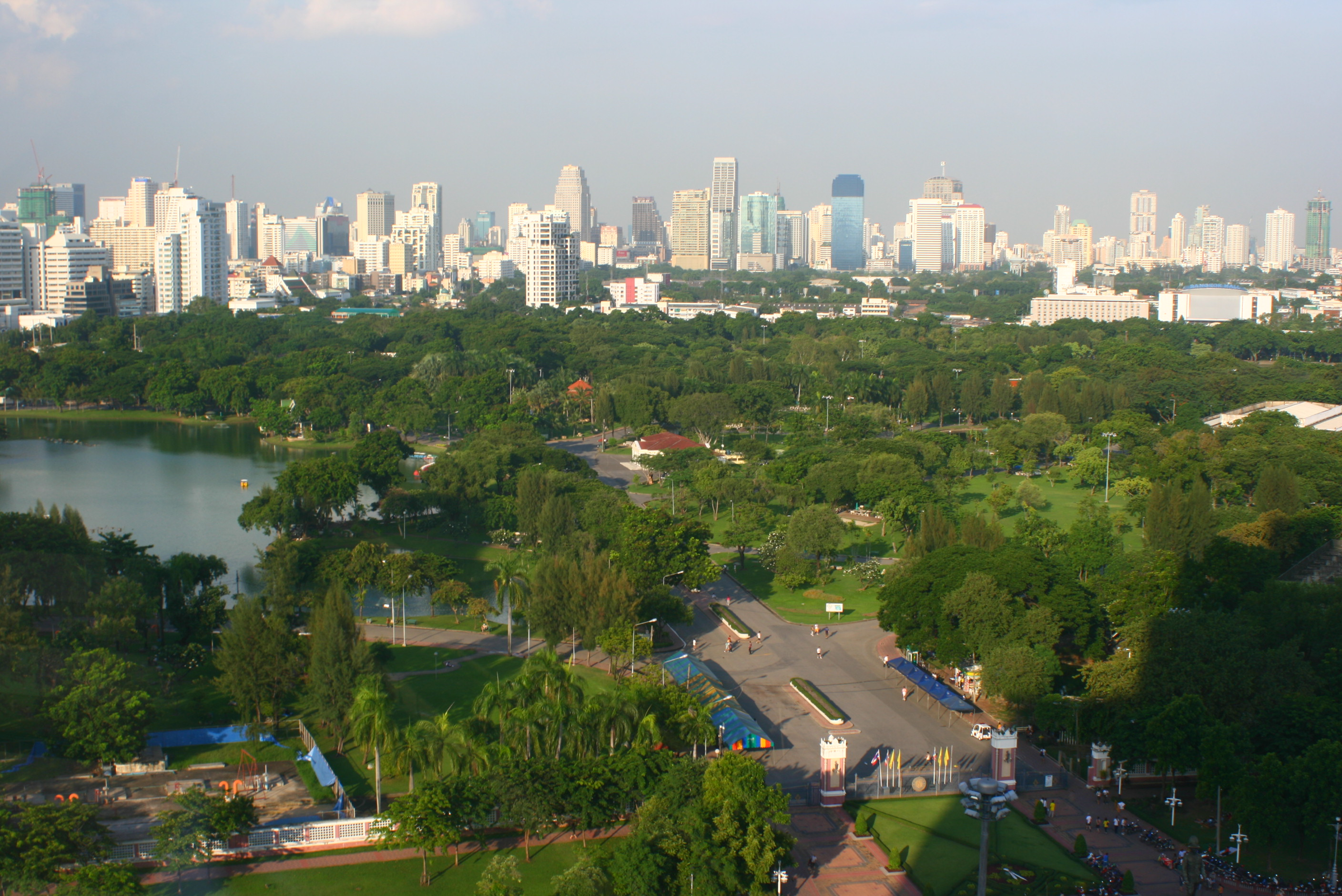
룸피니 공원

룸피니 공원(태국어: สวนลุมพินี)은 태국 방콕 파툼완 지역에 있는 공원이다. 0.57km2의 광대한 부지를 가진다. 인공 연못이 있고, 보트를 탈 수있다. 1920년대의 라마 6세 통치 시대에 건설되었다. 남서쪽 입구에는 라마 동상이 서있다. 방콕의 첫 도서관과 댄스 홀이 이 공원에 있다.
석가모니의 출생지인 룸비니에서 이름을 따왔다.